# 상하이 타워
상하이 타워(중국어: 上海中心大厦, 병음: Shànghǎi Zhōngxīn Dàshà, 영어: Shanghai Tower) 혹은 상하이 센터 빌딩은 중국 상하이 푸둥 신구에 있는 마천루이다. 높이는 632m, 128층으로 아랍에미리트 두바이의 부르즈 할리파, 말레이시아 쿠알라룸푸르에 있는 KL118 다음으로 높은 건물이다. 2008년 11월 29일 착공하여 2014년에 완공하였다. 상하이 타워의 건물은 현재 세계에서 3번째로 높은 건물이며, 1위는 부르즈 할리파, 2위는 KL 118, 3위가 상하이타워다.

## 건물 구조

### 외형적인 구조
상하이 타워는 9개의 원통형 공간을 겹겹이 쌓아둔 형태를 띠고 있다. 1층 로비에서부터 꼭대기 121층까지 약 360도 가까이 비틀어서 올라가는 건물 형태는 비상하는 '용'(龍)을 형상화하였다.

### 내부 구조
상하이 타워의 내부는 9개의 수직 존 안에 위치하고 있는데, 건물의 투명한 내외벽으로 자연광을 극대 활용해 전기 조명 사용을 줄일 계획이다.
또한 타워의 외벽은 절연기능으로 냉난방을 위한 에너지 사용을 줄이며, 나선형 난간은 빗물을 모아 상하이 타워 전체의 냉난방 시스템에 사용된다.
그 외에도 난간 바로 아래 설치된 터빈은 건물 위층에 자가전기를 공급하며, 2,130kW의 천연가스연소 열병합발전 시스템이 전력을 공급하며 열 에너지를 아래층에 제공한다. 그 외에도 건물 내부의 3분의 1이 녹화공간으로 조성돼 자연 냉방을 유도한다. 지하 2층에서 지상 119층 전망대를 연결하는 전망대용 엘리베이터 3대가 설치되었다. 전망대용 엘리베이터 3대는 속도가 1,080m/min(분속 1,080m)로 세계에서 가장 빠른 엘리베이터를 자랑하며, 3대중 1대는 6월부터 7월 중순까지 1,230m/min(분속 1,230m)로 교체공사가 완료되었다. 이 엘리베이터는 미쓰비시엘리베이터이다.

## 주요 시설
| 층      | 사용          |
| ------- | ------------- |
| 128     | 기계실        |
| 127–124 | 커뮤니케이션  |
| 123–121 | 전망대        |
| 120–111 | 부티크 사무실 |
| 110–84  | 호텔          |
| 83–81   | 기계실        |
| 80–61   | 사무실        |
| 60      | 스카이로비    |
| 59–58   | 기계실        |
| 57–35   | 사무실        |
| 34      | 스카이로비    |
| 33–31   | 기계실        |
| 30–8    | 사무실        |
| 7–6     | 기계실        |
| 5–B2    | 소매          |
| B3–B5   | 주차장        |

## 논란

### 상하이 지하 암반 약화 문제
2012년 2월 상하이타워가 약 50층 정도 올라갔을 무렵 인근 지반에 약 10m 정도 균열이 발생했다. 시공사인 갠슬러 측은 타워의 안전에는 별 이상이 없다고 밝혔으나, 이 지역에만 높이 400m 이상의 마천루가 3개나 들어서 건물의 하중이 지반을 붕괴시켰다는 우려가 커져, 안전 대책을 강구해야 한다는 주장이 있었다.

## 갤러리

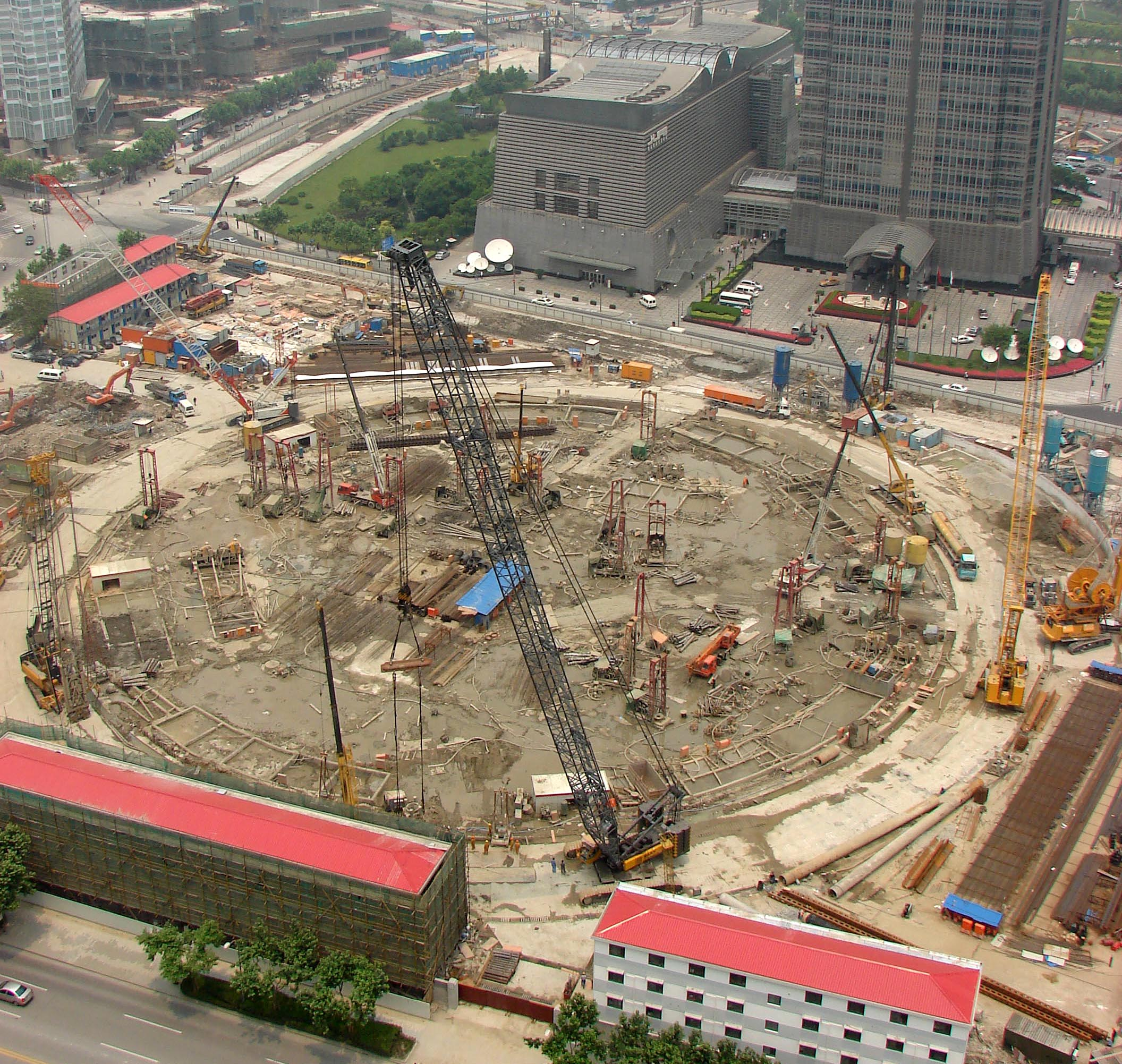
2009년 6월 5일
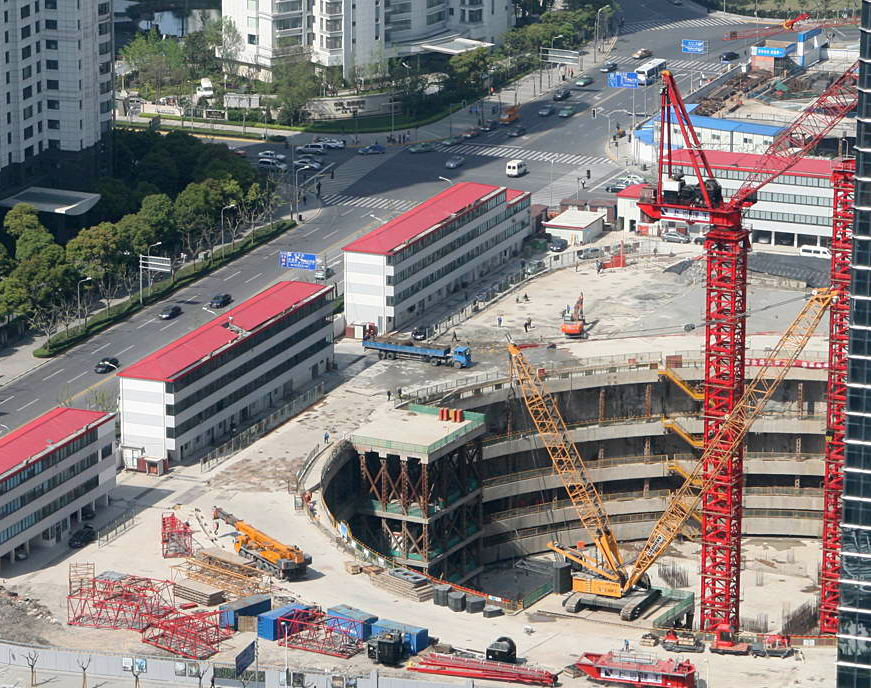
2010년 4월 29일
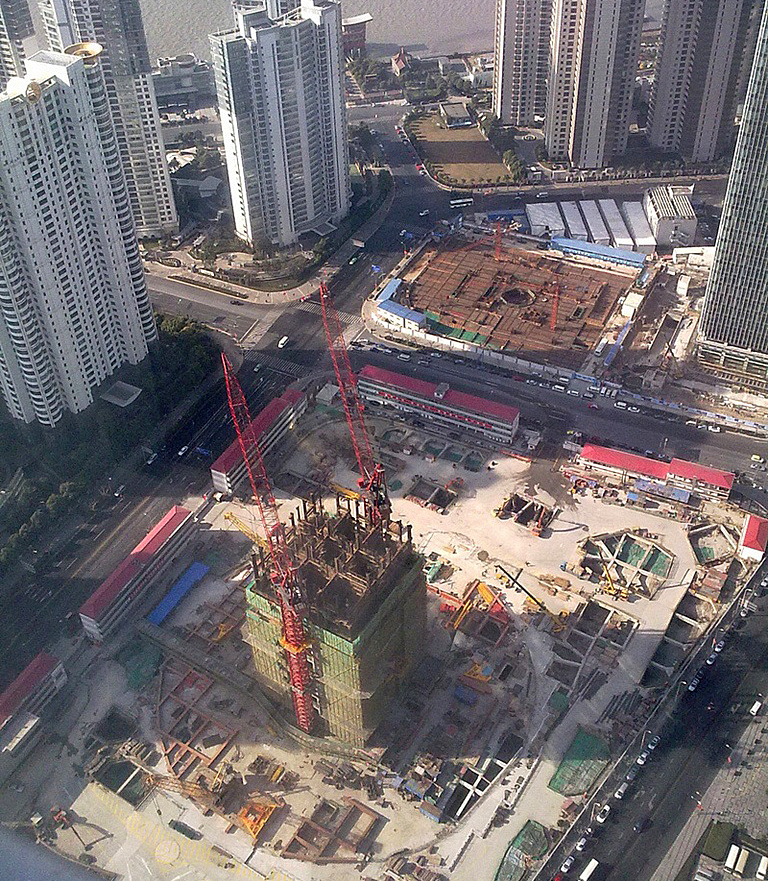
2011년 1월 7일
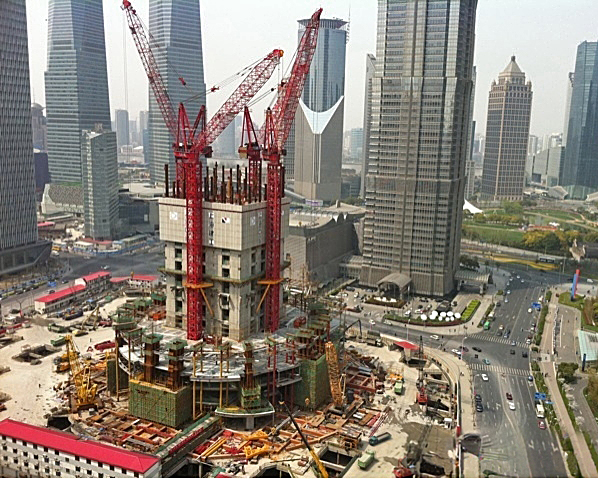
2011년 4월 12일
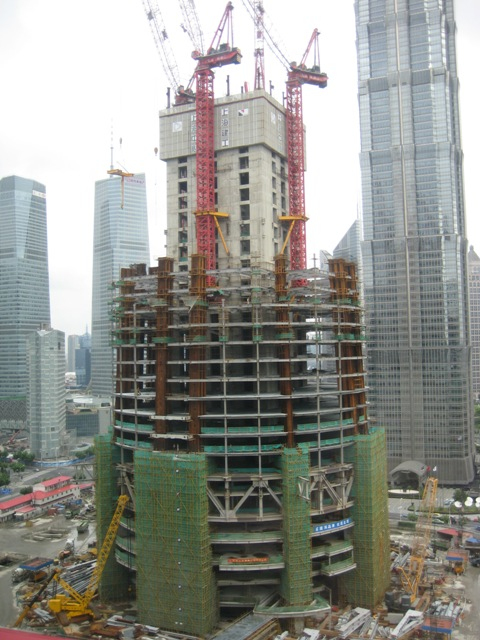
2011년 8월 28일
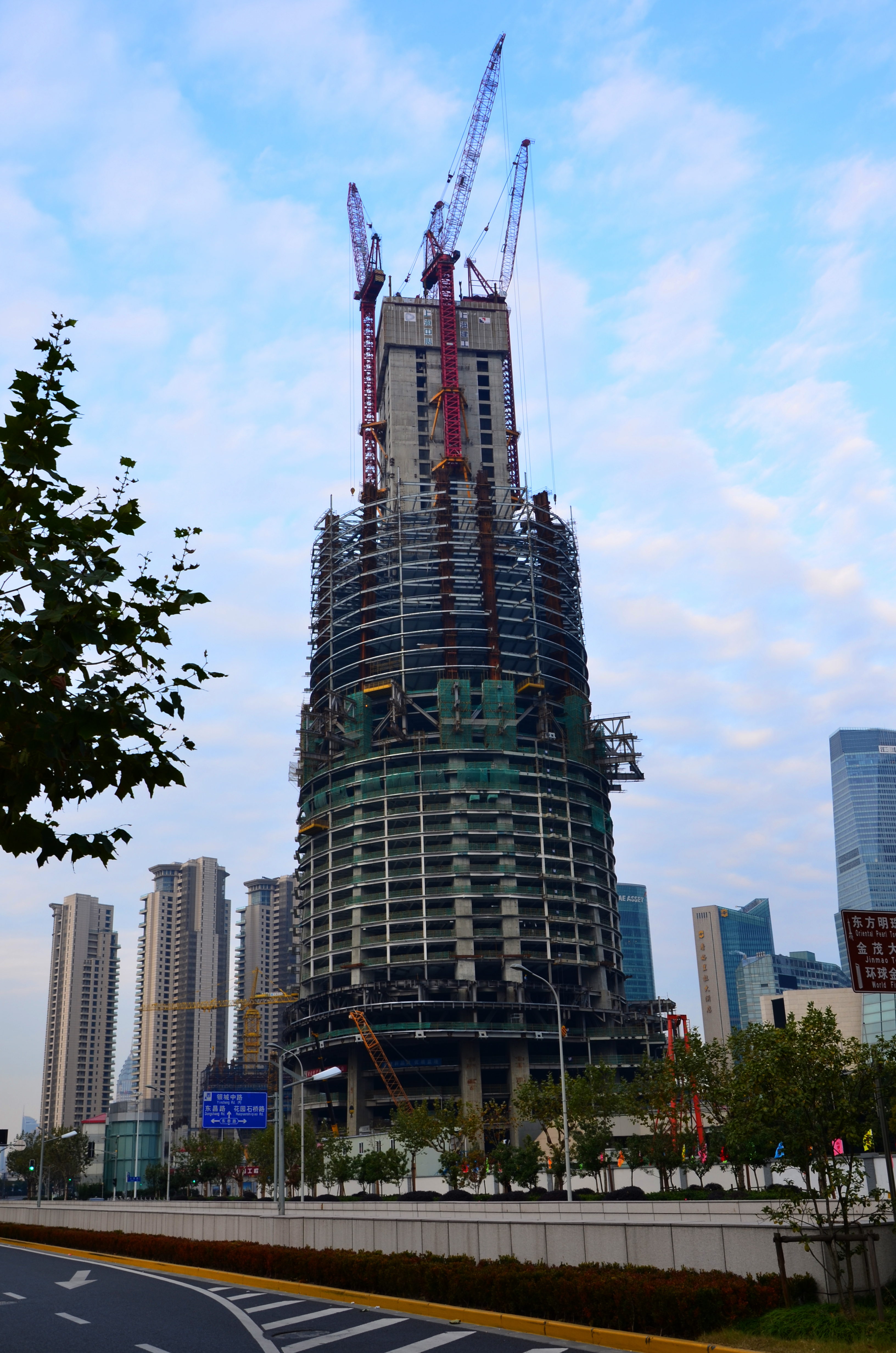
2011년 12월 18일
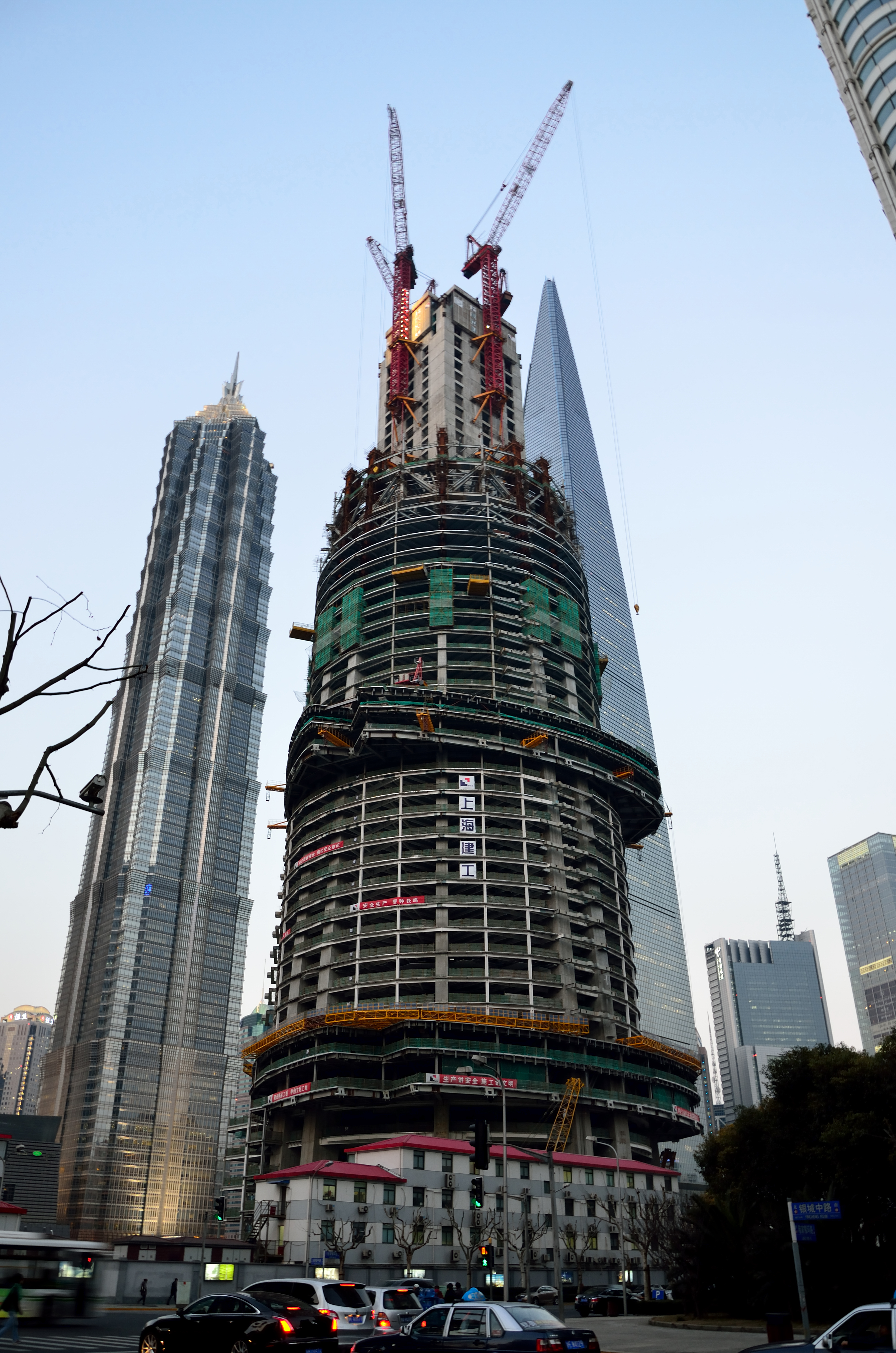
2012년 3월 13일
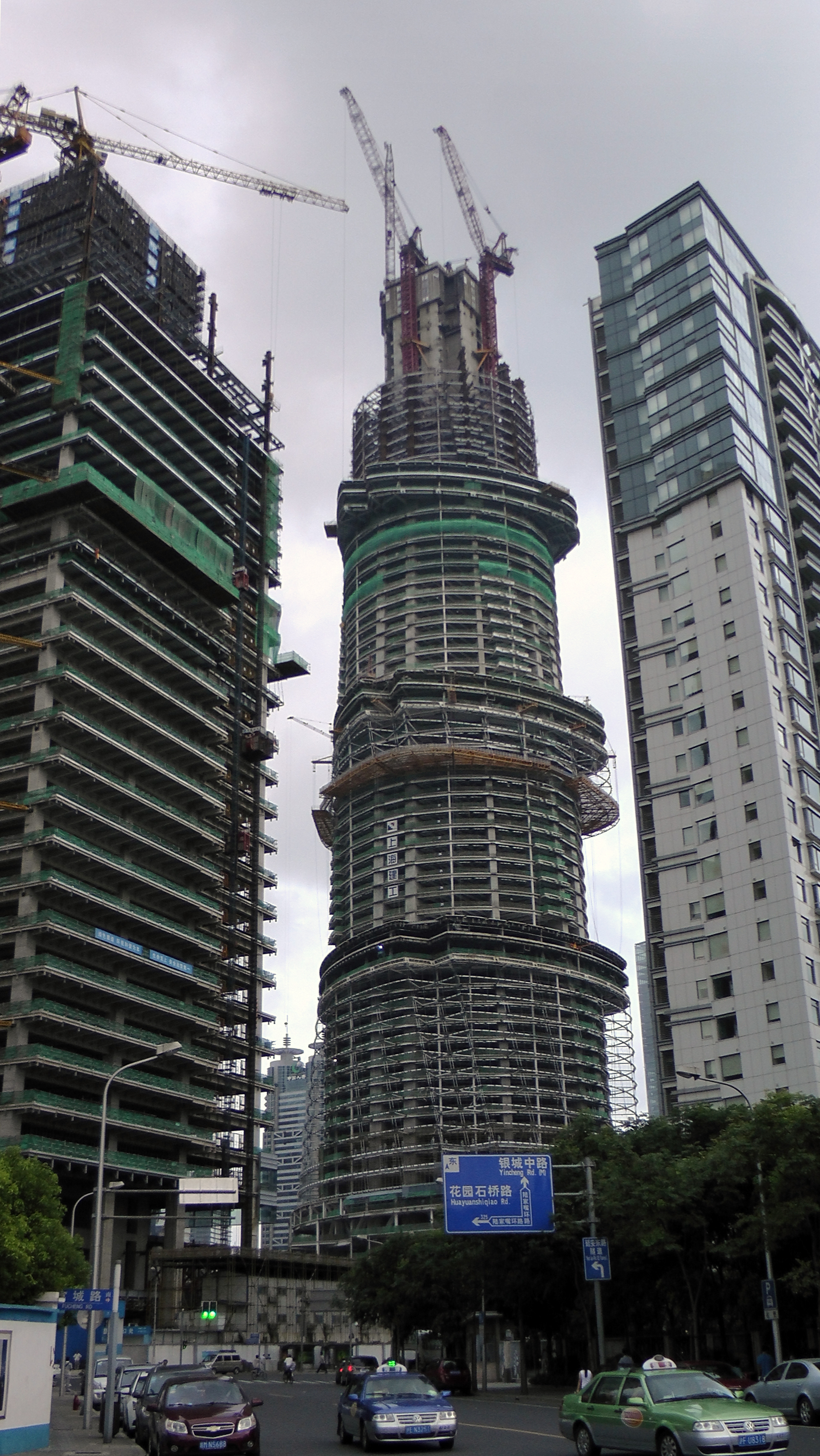
2012년 8월 11일
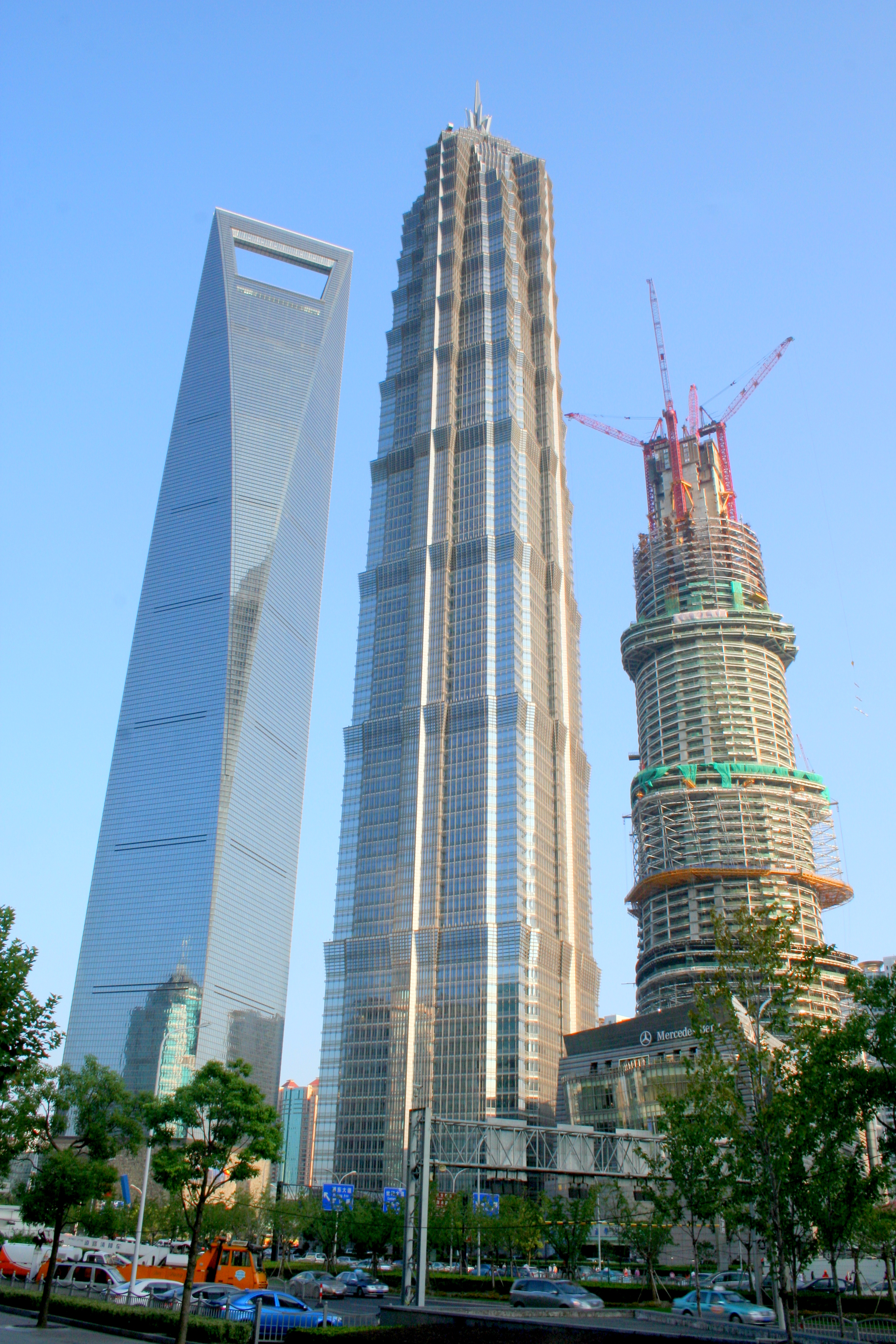
2012년 8월 31일
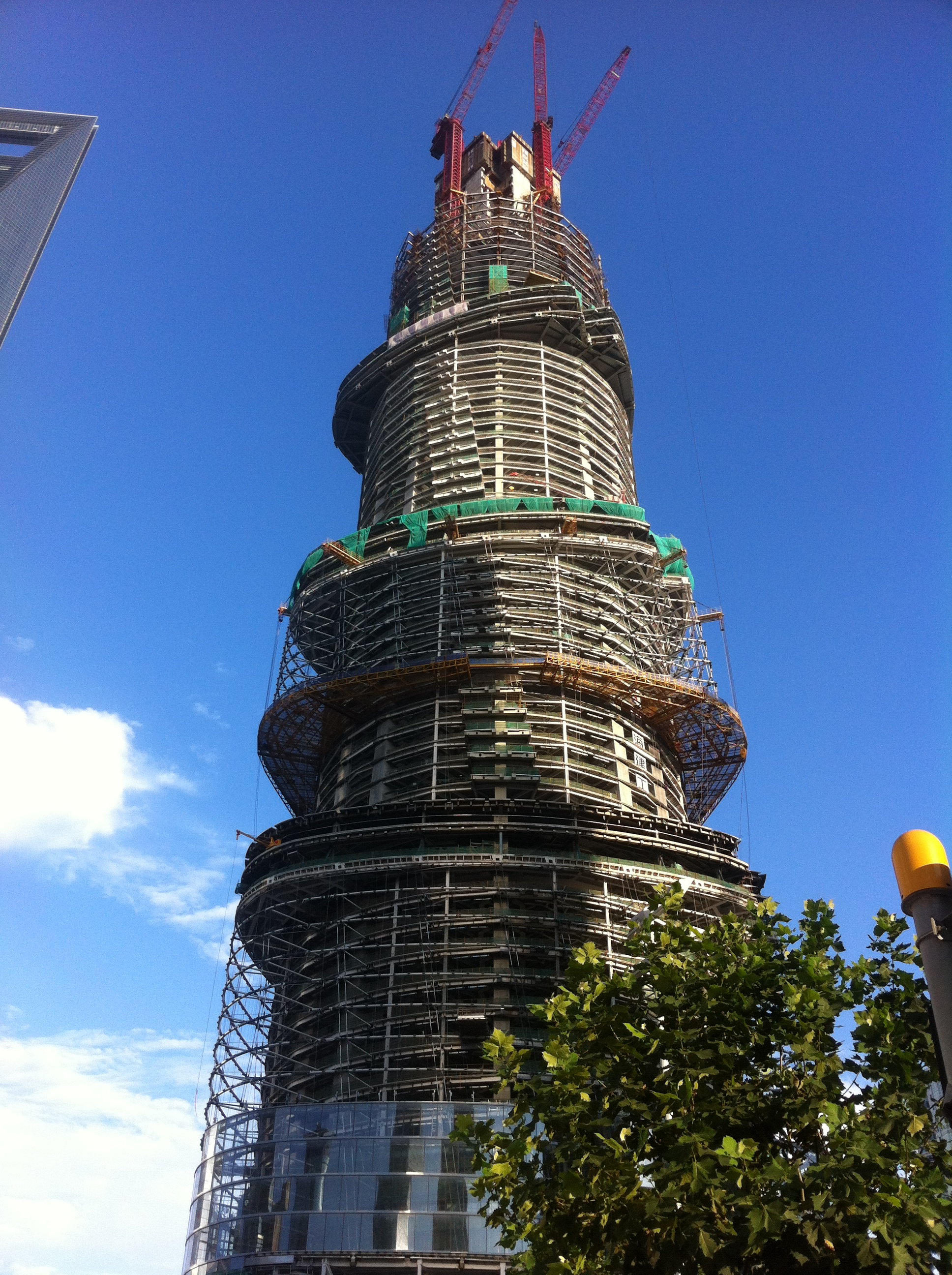
2012년 9월 1일
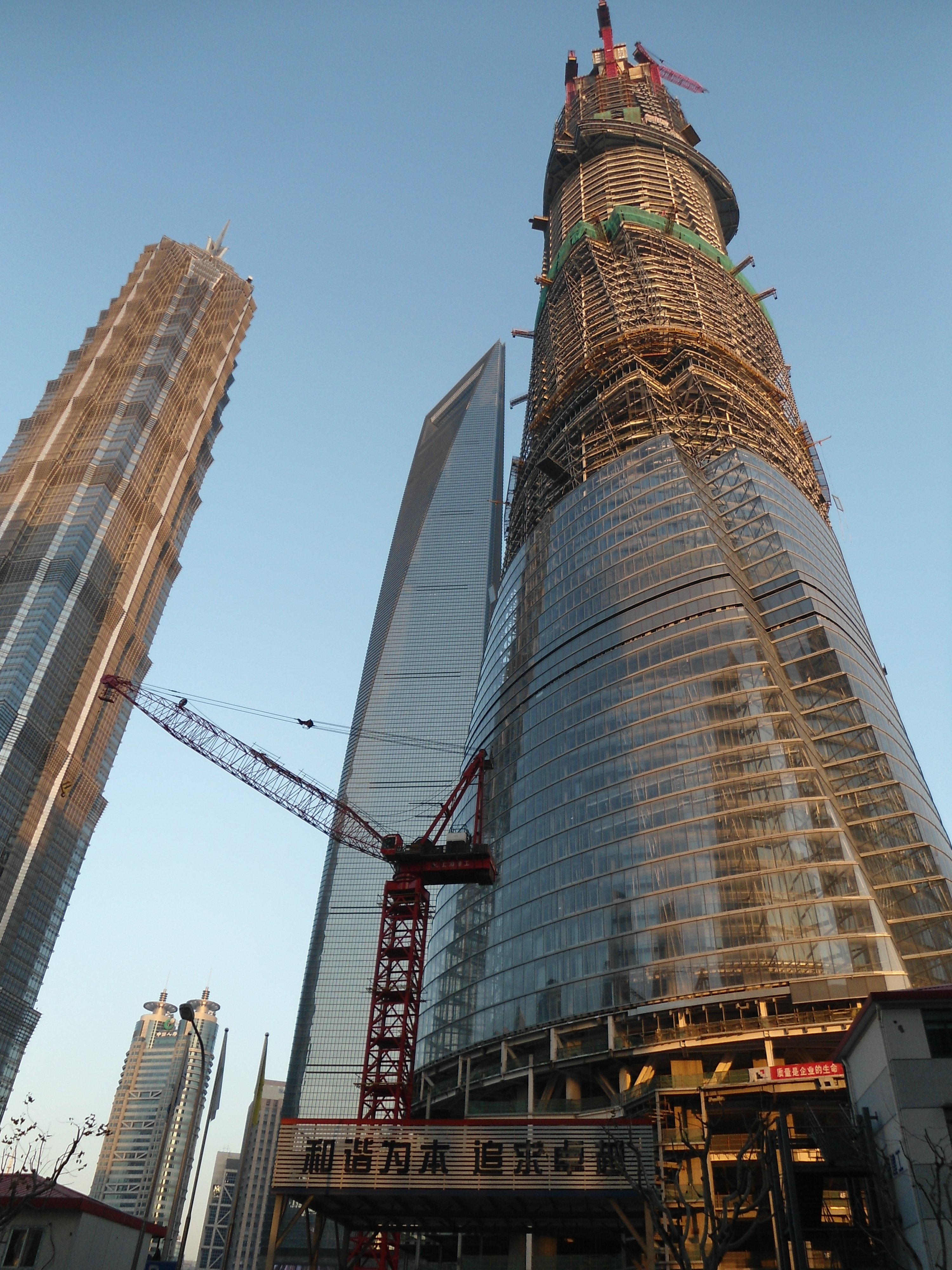
2013년 1월 5일
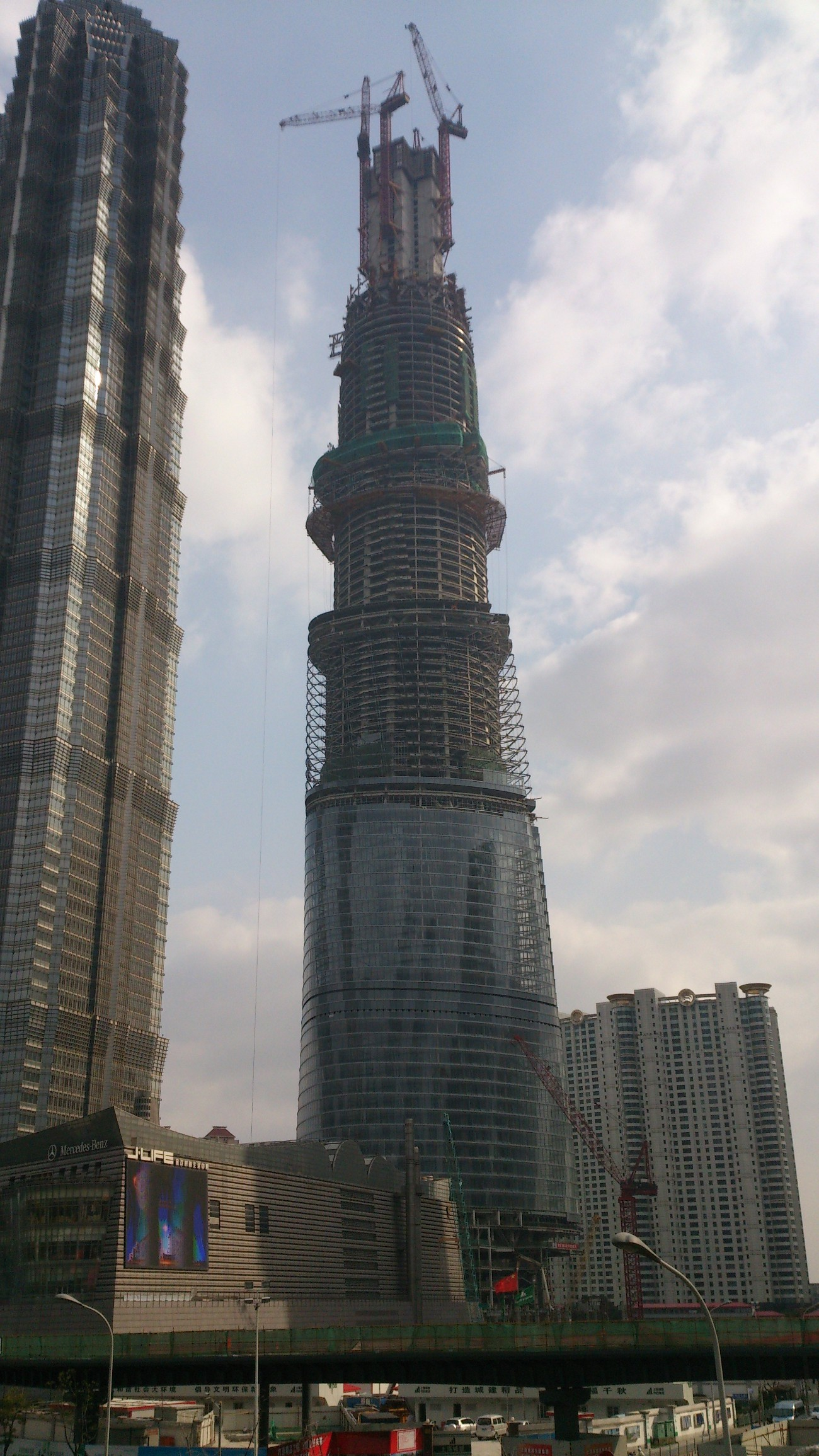
2013년 3월 2일
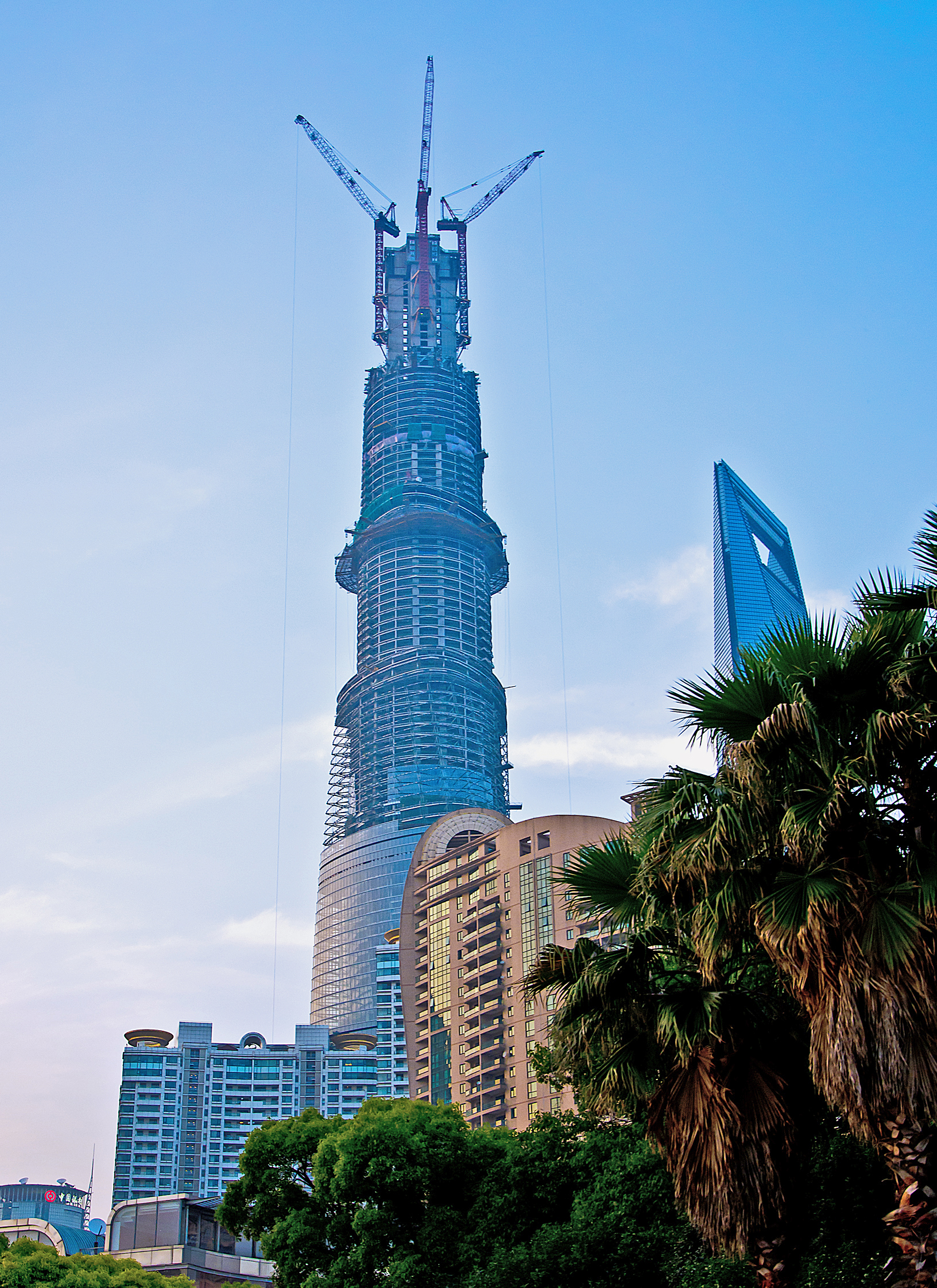
2013년 5월 28일
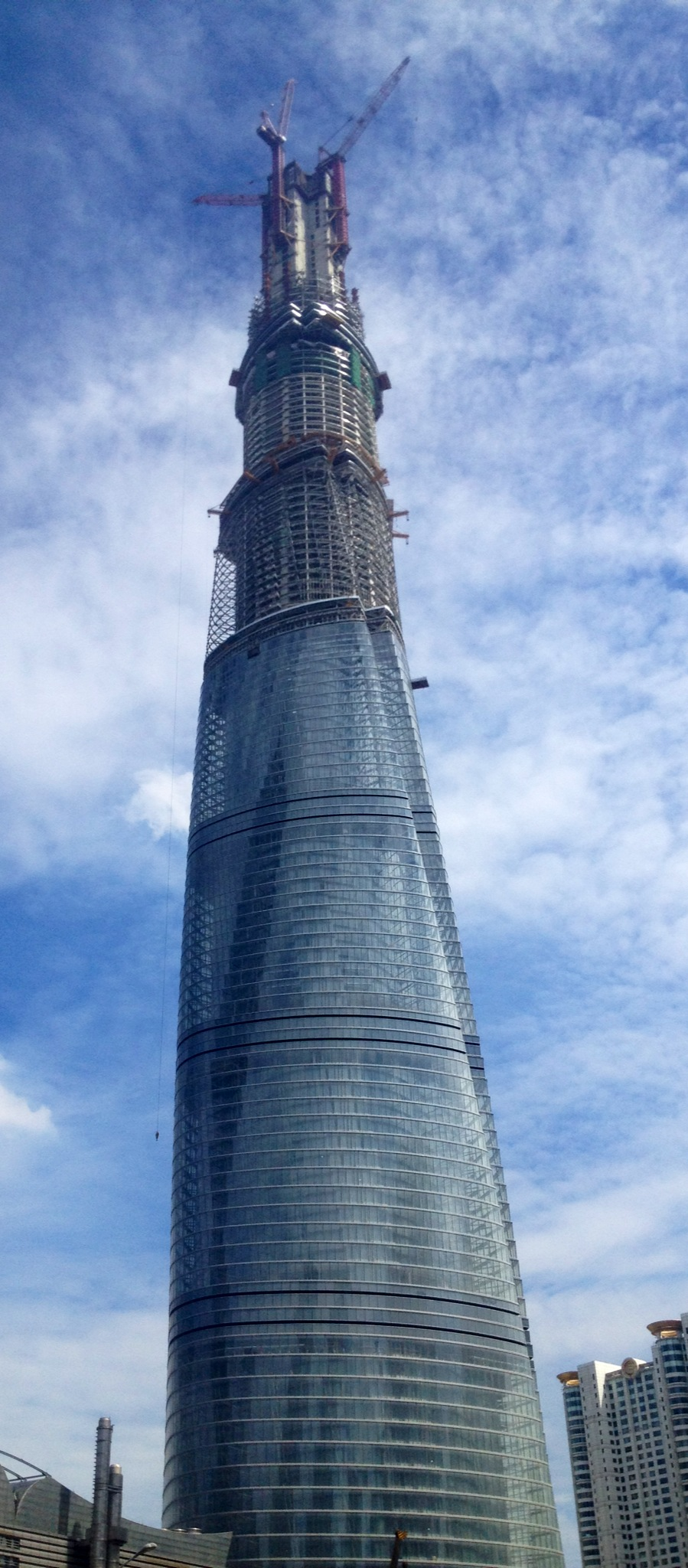
2013년 8월 3일
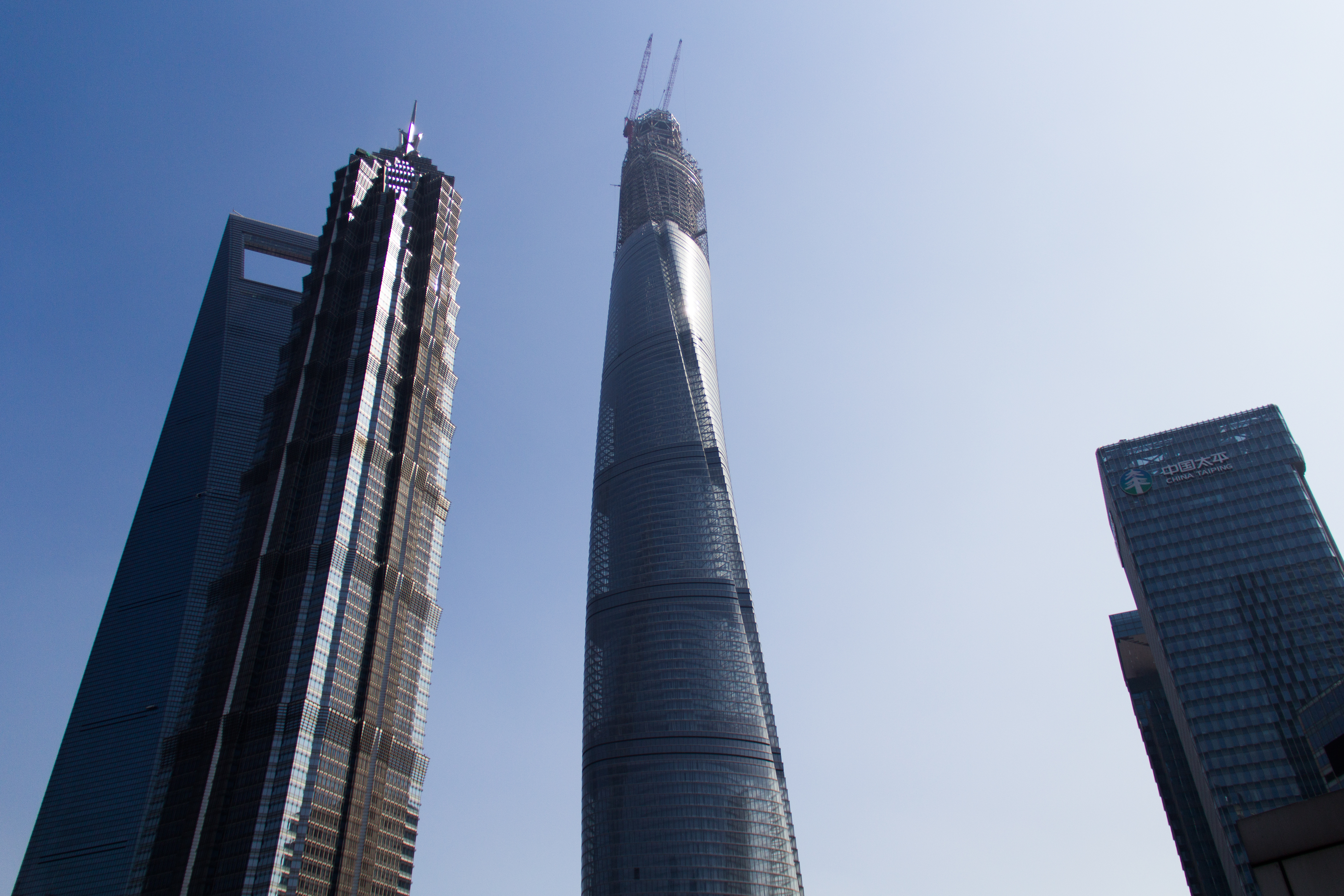
2014년 3월 14일
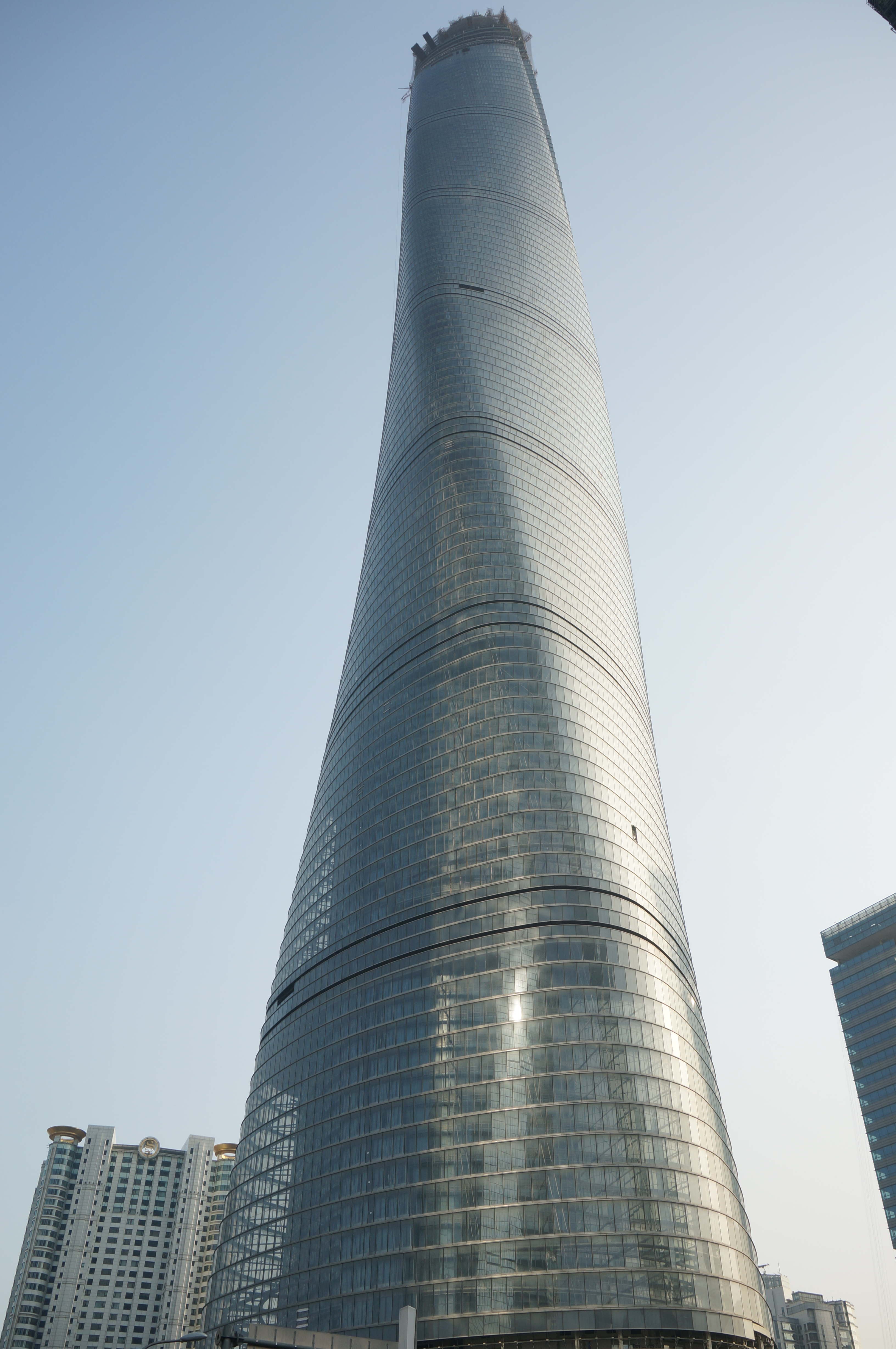
2014년 6월 11일
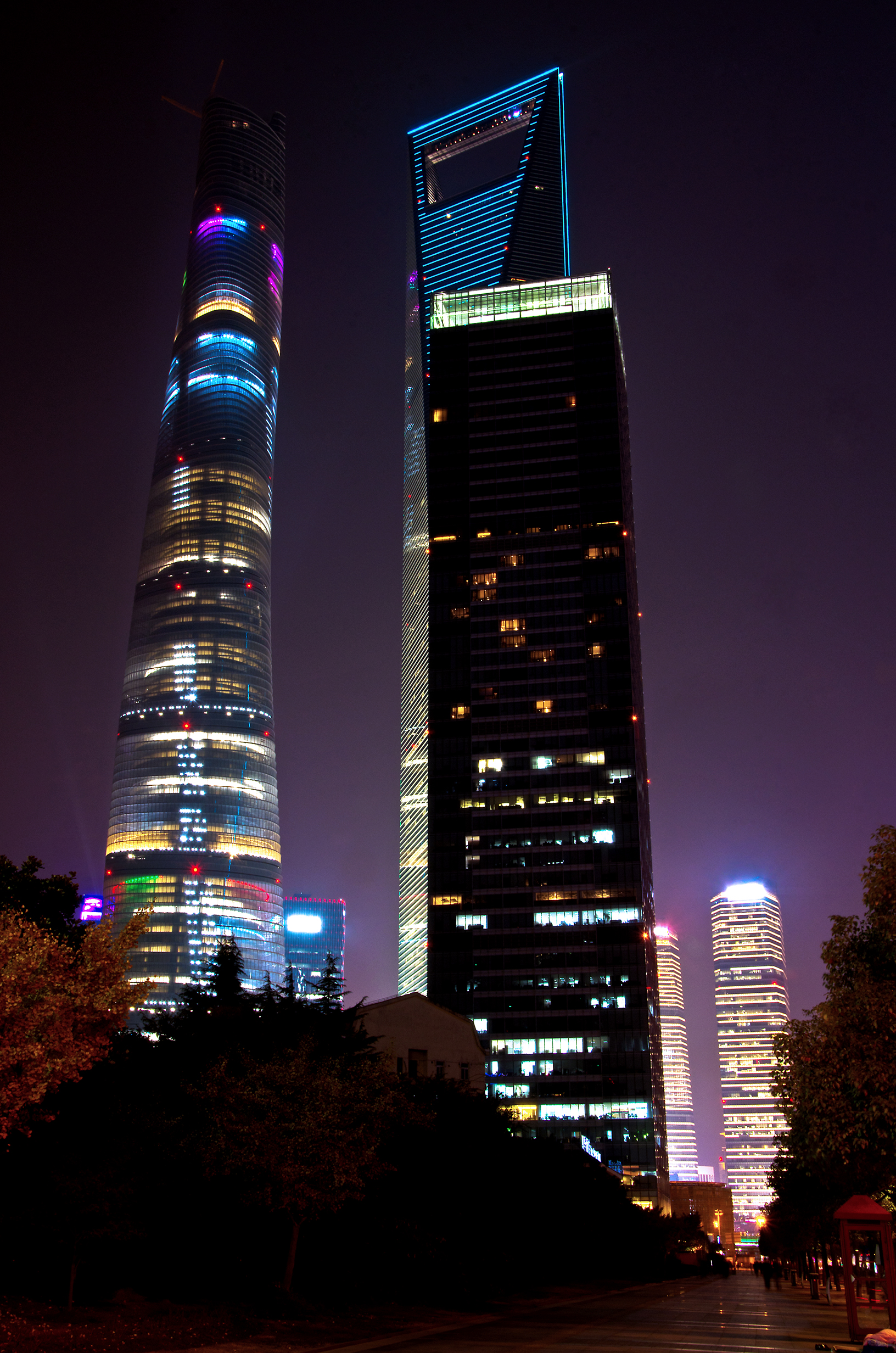
2014년 12월 4일
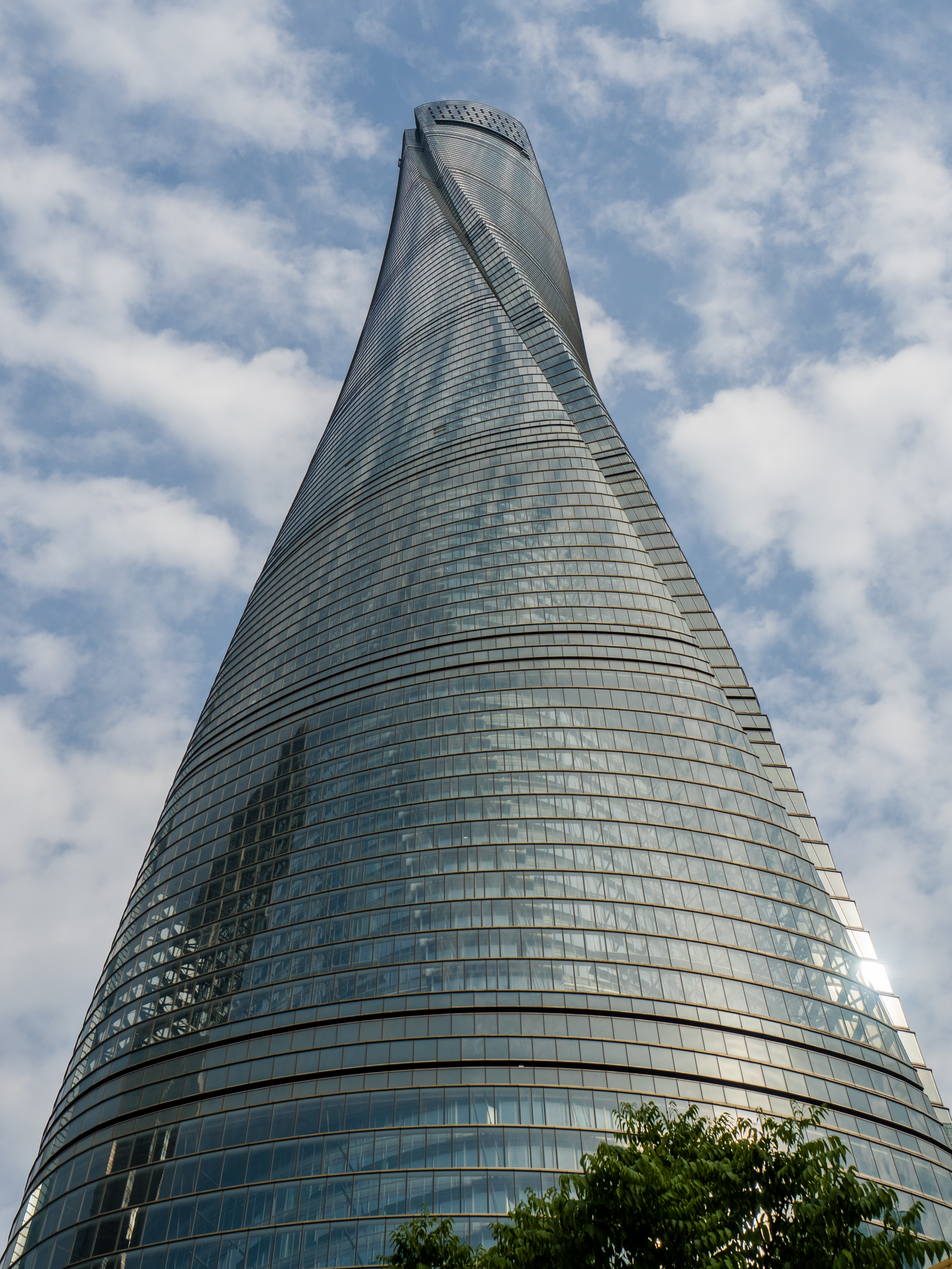
2015년 5월 16일
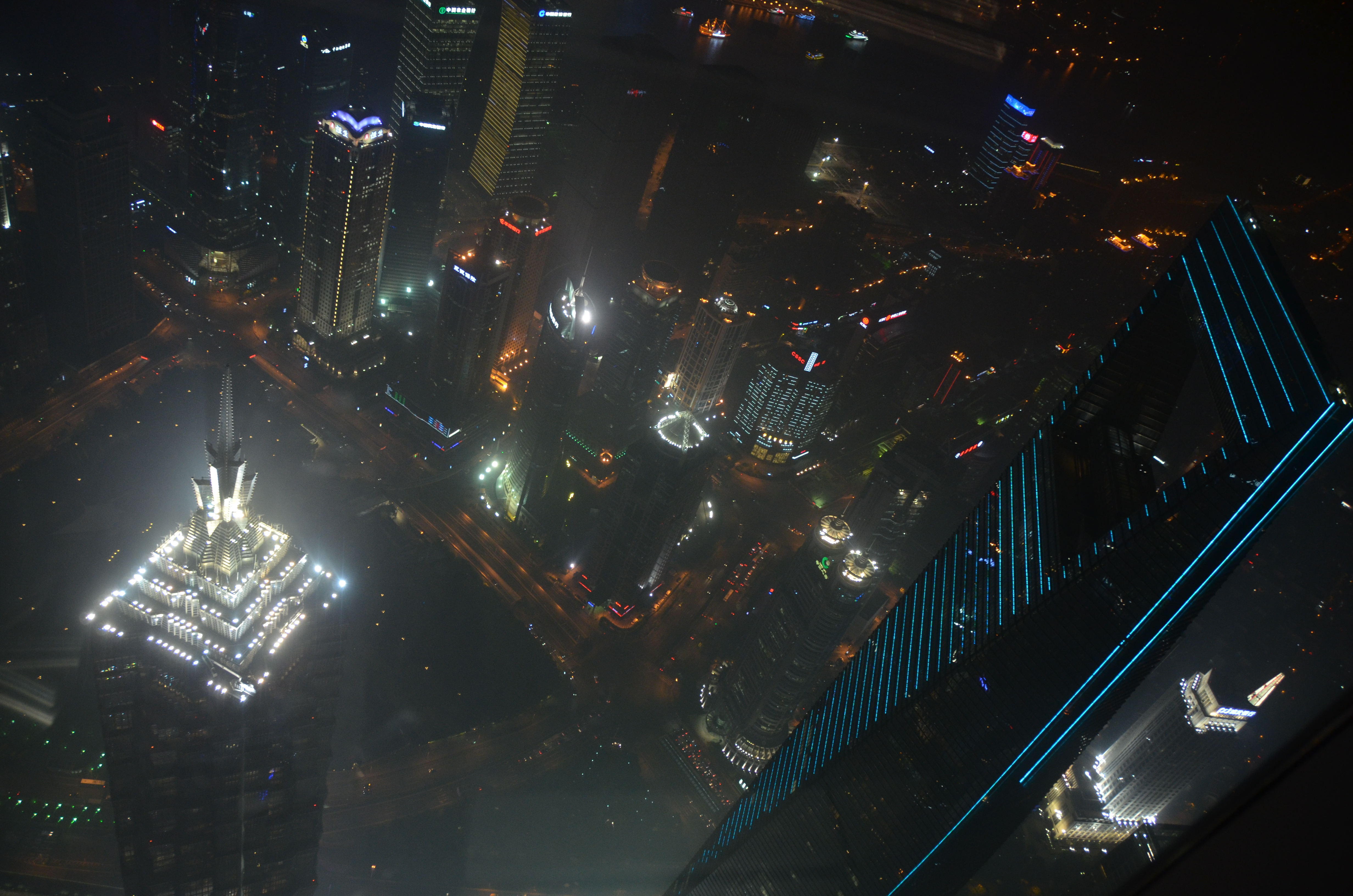
2016년 5월 25일
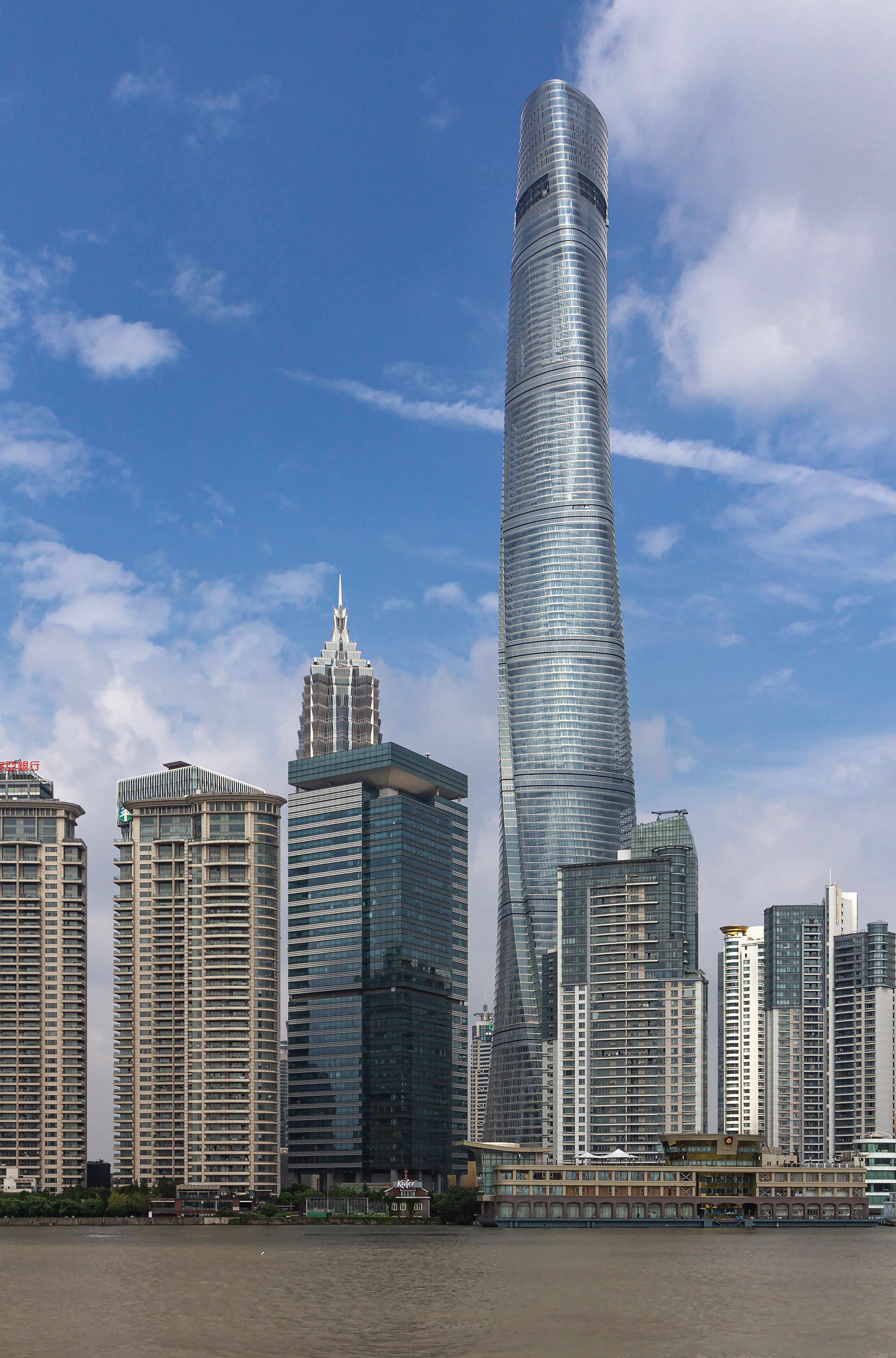
2016년 9월 18일
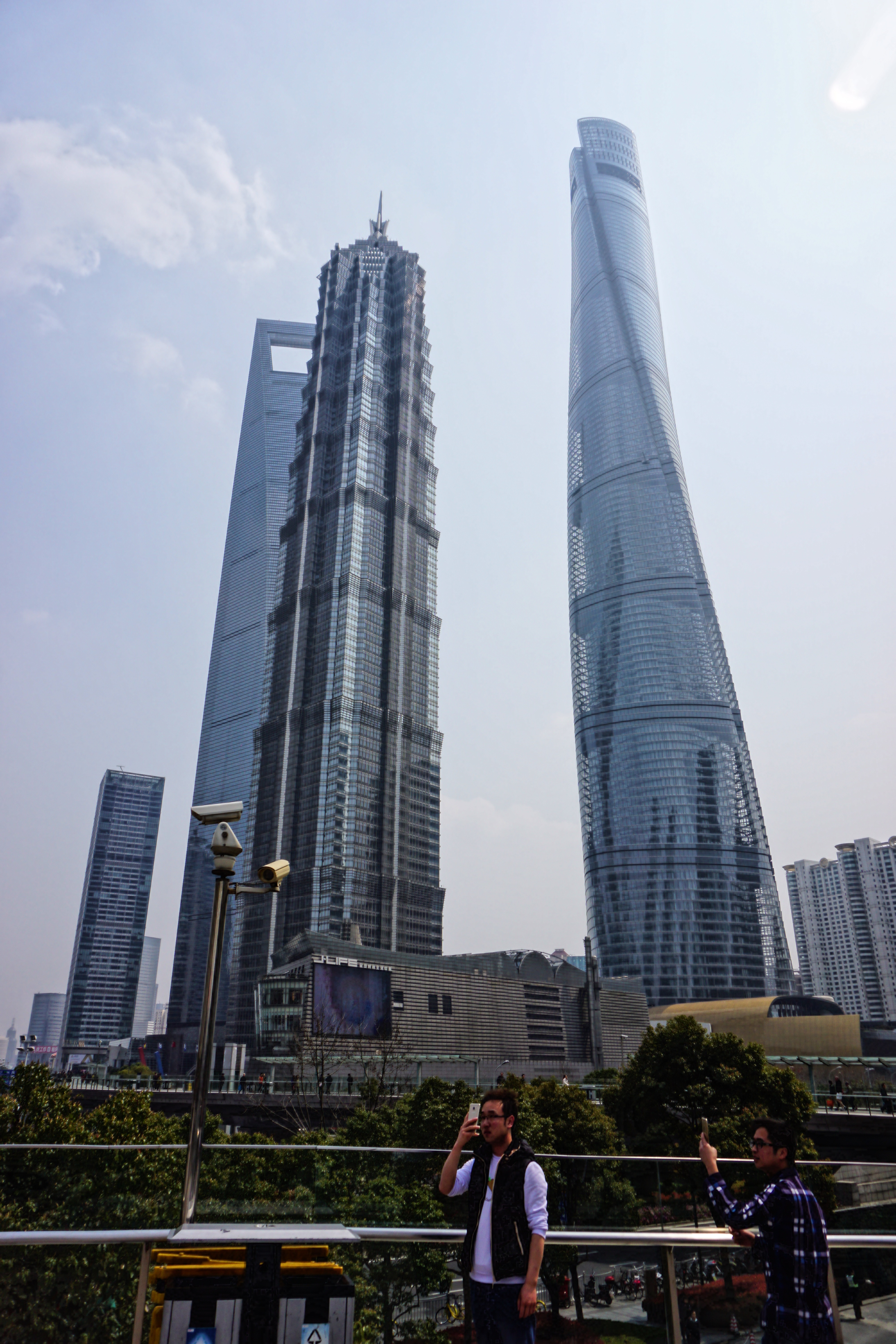
2017년 3월 26일 (왼쪽부터 상하이 세계금융센터, 진마오 타워, 상하이 타워)
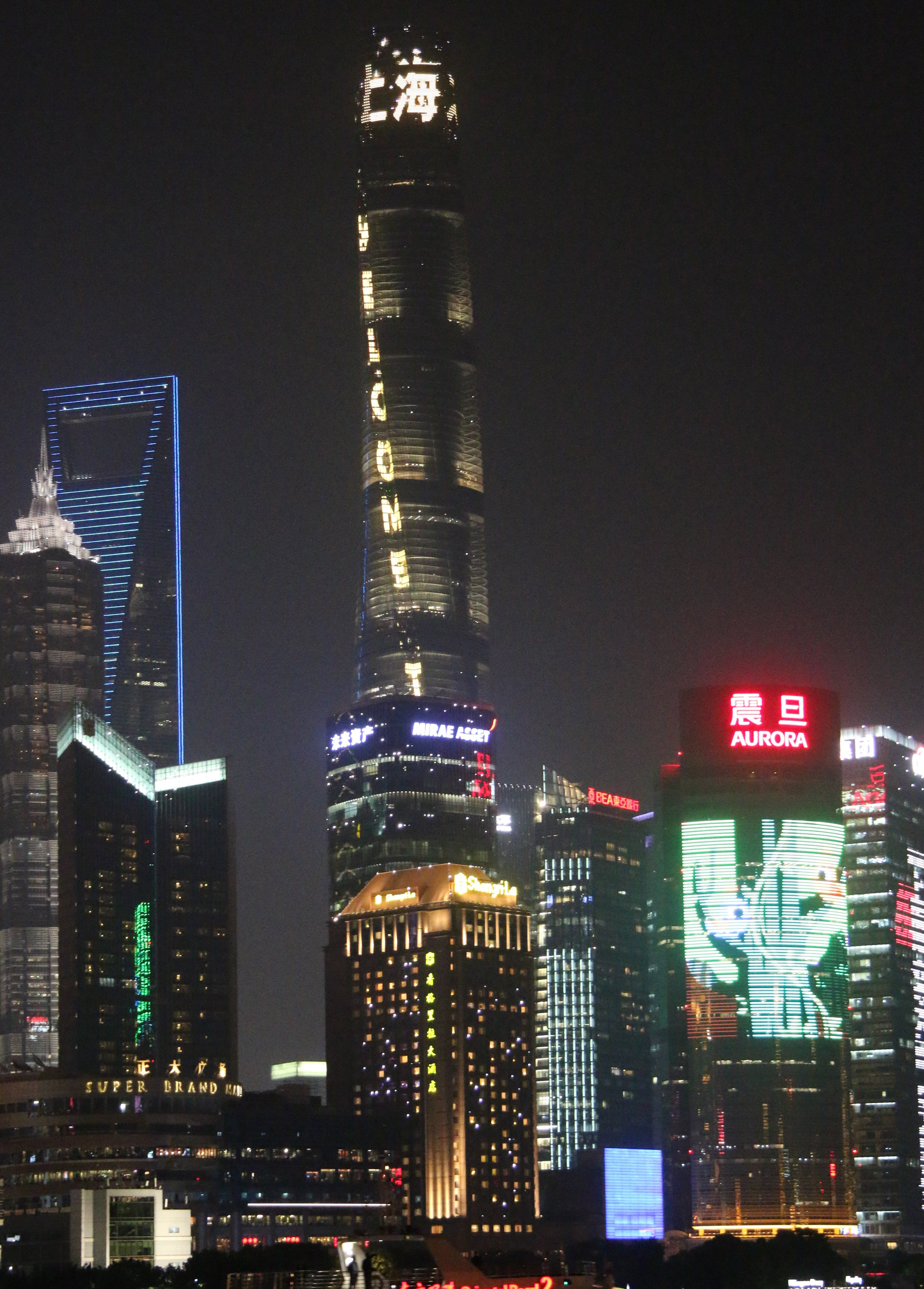
2019년 5월 11일

## 같이 보기
- 마천루 목록
- 아시아의 마천루 목록
- 중화인민공화국의 마천루 목록
- 상하이 세계금융센터
- 진마오 타워
- 상하이국제금융센터
- 100층 이상의 마천루 목록